# Brasão de armas do Paraguai
O brasão do Paraguai possui dupla face, tal como a bandeira do país. No lado da frente, existem dois ramos: o ramo à esquerda é de palmeira e o da direita, de oliveira. No centro, uma estrela dourada de cinco pontas . Rodeando os ramos, o nome oficial do país: república del Paraguay. O verso do brasão mostra um leão, encimado por um bastão com o gorro frígio e o lema paz y justicia.
O brasão foi criado em 1820, na ditadura de Francia. Sua dupla face é utilizada em documentos judiciários e nas notas de guarani.